# 計畫性報廢

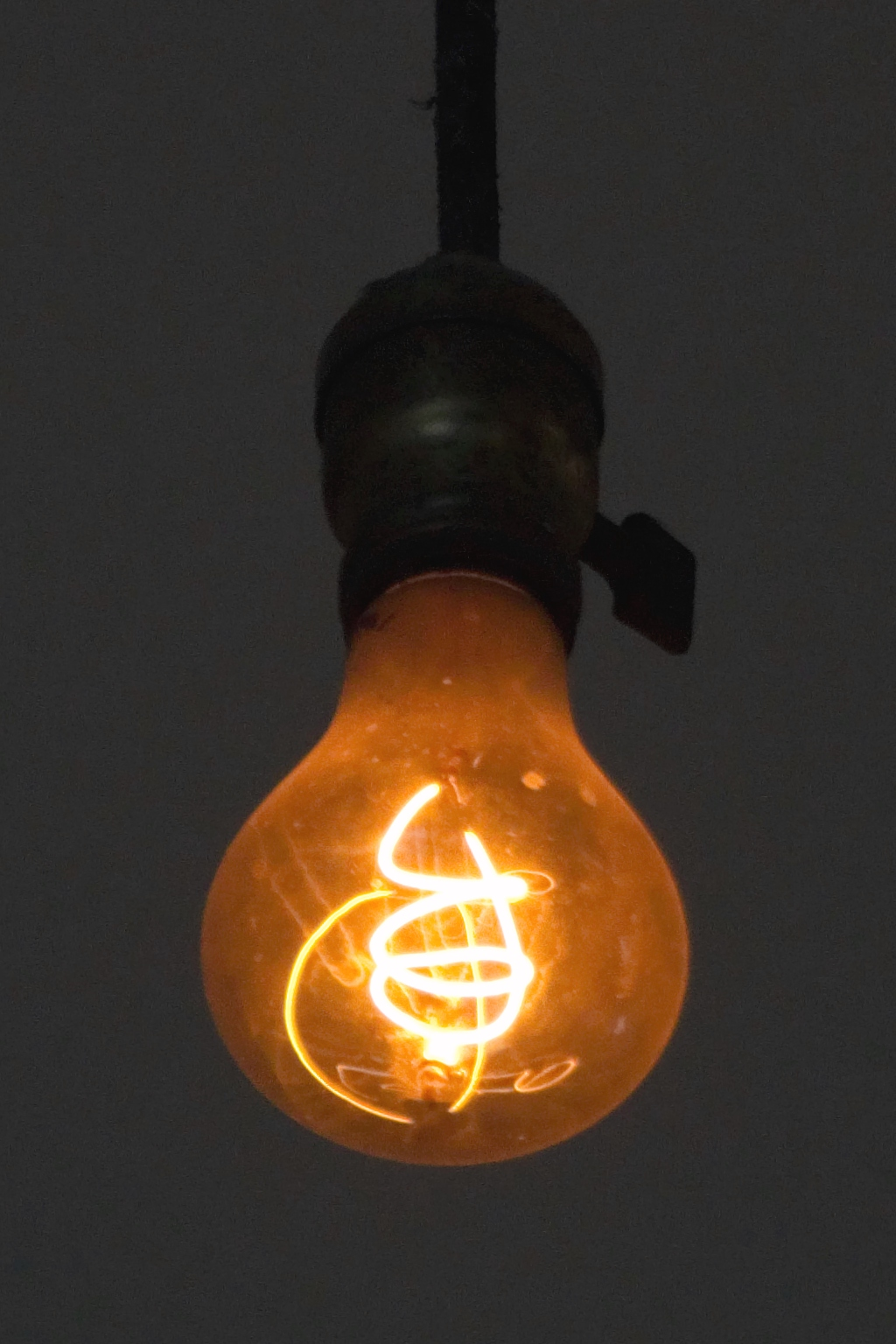
悬挂于利弗莫尔市消防站的百年灯泡，被认为印证了太阳神垄断联盟及其后继者在人为操纵产品寿命的阴谋

計畫性報廢，又稱計畫性汰舊，是一种消費主義下的工業策略，指有意为产品设计有限的使用寿命，令产品在一定时间后壽終正寢，这通常是在保固期限之後，以避免支出保固成本。另外一種計劃報廢則是厂商在一定年限後停供消耗品（耗材），此时縱使產品尚可使用，但因所须的消耗品已無法取得，用户也只能報廢該產品。此類消耗品通常沒有业界統一的規格，例如3C產品的鋰電池、印表機的墨盒或碳粉等，或是電腦软件、硬件升級時不再支援旧的设备。
计划报废可在长期上替厂商带来好处，因为消费者在产品报废之后若还有继续使用的需求，会再次购买同类的新产品。但卻會增加垃圾量，若沒有配套措施如資源回收，會對環境造成污染。當然也有些廠商反其道而行，刻意推出以環保材料製造而成的產品，使用了如紙、纖維、樹脂等材料，常年使用會逐漸髒污或剝落等。官方也有些利用舊換新等優惠來吸引樂於嚐鮮的客戶。
計畫報廢的策略在壟斷或寡占市場裡特別有效。廠商必須先確認消費者有多少可能性購買新產品，才好推出計畫報廢策略。在這類的情境下，由于生產者與消費者之間存在著信息不对称，生產者測試時知道產品的真实預期壽命，但消費者則不知道。因此消费者在产品寿命结束时便会毫不怀疑的再次购买新产品。
當市場多元競爭時，计划报废就很难实施，因为顾客仍然会选择更为耐用的产品。例如1960及1970年代时，平價又可靠的日本車進入美國市場時，美國的汽車製造商受到竞争压力，就被迫必須生產壽命較長或是研發更科技化的頂規產品才能與之競爭。但如果大環境的眾多廠商全部採取同樣策略，則這種極度不環保的刻意浪費，將會無法杜絕。

## 計畫報廢的種類

### 系統性計畫報廢
系統性計畫報廢策略故意更改系統設計，讓產品難以繼續使用。例如軟體刻意不向下相容，或是經常更換螺絲規格、刻意讓既有工具無法使用。

### 預先設定的報廢
有些時候廠商會刻意讓一個產品失效並同時伴隨著通知訊息，要求消費者再購買替代品。例如有些廠商在噴墨印表機的墨水匣裡面加上计数用的晶片，當用戶列印了一定的頁數或使用了一定的時間之後，即使墨水匣裡面還有墨水，墨水匣便停止作用。此時用戶須要重設晶片，方能繼續使用。此種狀況下的報廢並非因為某些零件隨機故障，故稱為預先設定的報廢。

### 軟硬體限制
有些軟體或程序會故意調整舊硬體，使其效能降低，迫使用戶更換新產品。
蘋果公司曾透過系統更新降低部分iPhone手機的執行速度，卻未事先告知用戶，遭法國消保單位開罰2500萬歐元。

### 刻意使用易損壞的零件和材料
耳機罩、衣服、褲子、內褲、產品表面、連接電線脆弱、滑鼠微動開關、滑鼠墊片、筆電鍵盤、電扇操作面板、鍵盤軸、鞋墊

### 不提供維修零件或增加維修難度
手機電池、筆電電池、燈具燈管燈泡、非必要的情況下加膠黏死產品，造成維修拆解會破壞商品

## 優點與缺點
計劃性報廢會影響生產商在產品設計上的決策，例如生產商制定產品壽命長度後，他們只須選擇能滿足產品壽命的最便宜零件，有助生產商降低成本，提高利潤。同時，對於產品市場而言，由於計劃性報廢使產品在一定時間內報廢，消費者如想繼續使用則需要購買新產品來替換，因此刺激市場需求。消費者可以從同一生產商更換壞掉的零件或購買更新型號的產品，但亦可能在該生產商的競爭對手處消費。尤其是在發達國家，由於許多產品市場已經面臨飽和，生產商需要使用計劃性報廢來維持其收入。
由於進行計劃性報廢的生產商多數鼓勵消費者購買新產品而非維修，例如刻意讓維修產品的費用比購買新產品的費用更貴，導致更多的消費者付出更高昂的金錢。如消費者發現生產商投入資金進行計劃性報廢產品，消費者可因此產生抵觸情緒甚至抵制該生產商。消費者可能會尋找其他能提供更持久替代方案的生產商。
不斷更換新產品而不是對產品進行維修，會造成更多的浪費和污染，使用更多的自然資源。計劃性報廢對環境的具體負面影響取決於生產過程、以及對報廢產品的處置方式。這些產品因生產商計劃性報廢的緣故而刻意降低耐用性，亦未必有預想如何維修產品，這使產品可能難以拆解，不但很難維修，亦難以正確回收。因此，計劃性報廢整體上對社會和環境產生負面影響。

## 另見
- SONY定時器
- 太阳神垄断联盟
- 对苹果公司的争议
- 产品生命周期